# Porphyrostachys
Porphyrostachys ist eine Gattung aus der Familie der Orchideen (Orchidaceae). Sie besteht aus nur zwei Arten krautiger Pflanzen, die in den Anden Südamerikas beheimatet sind.

## Beschreibung
Die beiden Arten der Gattung Porphyrostachys sind terrestrisch wachsende krautige Pflanzen, sie werden bis zu 80 Zentimeter hoch. Die büschelweise entspringenden Wurzeln sind fleischig, behaart und spindelförmig verdickt. Die Blätter stehen in einer grundständigen Rosette, sie sind deutlich  gestielt. Ihre Form ist oval, zur Blütezeit sind sie nicht vorhanden.
Der traubige, dicht mit zahlreichen Blüten besetzte Blütenstand ist endständig. Er ist aufrecht, unbehaart und trägt durchscheinende, papierartige Hochblätter. Die Tragblätter sind etwa so lang wie der Fruchtknoten oder etwas länger. Der Fruchtknoten ist ungestielt und bei Porphyrostachys pilifera im Querschnitt kantig. Die Blüten sind nicht resupiniert und auffallend rötlich gefärbt. Das dorsale Sepal ist zurückgeschlagen oder spiralig zurückgedreht. Die seitlichen Sepalen sind asymmetrisch, zurückgeschlagen oder zurückgebogen, am Grund miteinander verwachsen und ein Stück weit am Fruchtknoten herablaufend. Die Petalen sind linealisch und spiralig eingedreht. Die Lippe ist etwas vertieft und muschelförmig, an der Basis abrupt verschmälert (genagelt), dort mit dem herablaufenden Säulenfuß verwachsen. Zusammen mit den seitlichen Sepalen formt die Basis der Lippe so ein röhrenförmiges Nektarium. Die Säule ist länglich und schlank, fein bis warzig behaart, an der Basis weit über die Ansatzstelle am Fruchtknoten hinausragend (Säulenfuß). Die Narbe besteht aus zwei Flächen, die etwa parallel liegen und unter dem Rostellum einander angenähert sind. Das Trenngewebe zwischen Staubblatt und Narbe (Rostellum) ist kurz und rundlich, es endet eingeschnitten. Das Staubblatt ist oval bis lanzettlich, es enthält die keulenförmigen Pollinien.
Als Blütenbesucher vermutet Dressler aufgrund der Farbe und Form der Blüten Kolibris.

## Vorkommen
Porphyrostachys kommt in den Anden Südamerikas in Ecuador und Peru vor. Es werden Höhenlagen von 1600 bis 3000 Meter besiedelt. Die Standorte liegen an offenen, wenig beschatteten Stellen in Grasland.

## Systematik und botanische Geschichte
Die Gattung Porphyrostachys wurde 1854 von Heinrich Gustav Reichenbach in Xenia Orchidacea : Beitraege zur Kenntniss der Orchideen Band 1, Teil 1, Seite 18 beschrieben. Der Name setzt sich aus den griechischen Worten πορφύρεος  porphyreos, „Purpur“, und στάχυς stachys, „Ähre“, zusammen. Er bezieht sich auf die Blütenfarbe. Typusart ist Porphyrostachys pilifera, schon vor Reichenbachs Beschreibung der neuen Gattung als Altensteinia pilifera Kunth bekannt.
Porphyrostachys wird innerhalb der Tribus Cranichideae in die Subtribus Cranichidinae eingeordnet. Nah verwandt sind die Gattungen Aa sowie Myrosmodes.
Es sind folgende Arten bekannt:
- Porphyrostachys parviflora (C.Schweinf.) Garay: Sie kommt im nordwestlichen Peru vor.[4]
- Porphyrostachys pilifera (Kunth) Rchb.f. (Syn.: Altensteinia pilifera Kunth): Sie kommt in Ecuador und Peru vor.[4]